# Szelemli
Szelemli (macedónul: Селемли, szerbül Селемлија) település Észak-Macedóniában, a Délkeleti körzet Bogdanci járásában.

## Népesség
| Lakosok száma | 207  | 161  | 287  | 303  | 321  | 336  | 342  | 327  | 255  |
|               | 1948 | 1953 | 1961 | 1971 | 1981 | 1991 | 1994 | 2002 | 2021 |

2002-ben 327 lakosa volt, akik közül 292 szerb és 35 macedón.
Az első világháborúig főleg törökök lakták, akik elköltöztek az anyaországba. Ezután Vranje környékéről szerb családok költöztek ide.